# Литоавтотрофы
Литоавтотрофы — тип экстремофилов, организмы, использующие для получения энергии неорганические вещества и способные синтезировать все компоненты своей клетки из углекислоты и других неорганических соединений. К ним относится ряд видов архебактерий, железобактерии Leptospirillum ferrooxidans, нитрифицирующие бактерии Nitrosolobus и другие.